# 契诃夫区

契诃夫区

契诃夫区（俄语：Че́ховский райо́н），俄罗斯莫斯科州的一个行政区。总面积865.85平方公里，总人口115,301（2010年）。行政中心位于契诃夫镇。